# Valea Galbenei
Valea Galbenei este o arie protejată de interes național ce corespunde categoriei a IV-a IUCN (rezervație naturală de tip mixt), situată în județul Bihor, pe teritoriul administrativ al comunei Pietroasa.
Rezervația naturală aflată în Munții Bihorului, în zona turistică a Padișului, inclusă în Parcul Natural Apuseni, are o suprafață de 70,50 ha, și reprezintă aria bazinului Padiș și culoarul de trecere a râului Galbena, care în parcurgerea porțiunii din amonte formează chei (Cheile Galbenei, Cheile Jgheabului) și cascade. Flora este bogată în păduri de foioase, arbuști și ierburi, iar fauna este una caracteristică Munților Apuseni.

## Galerie

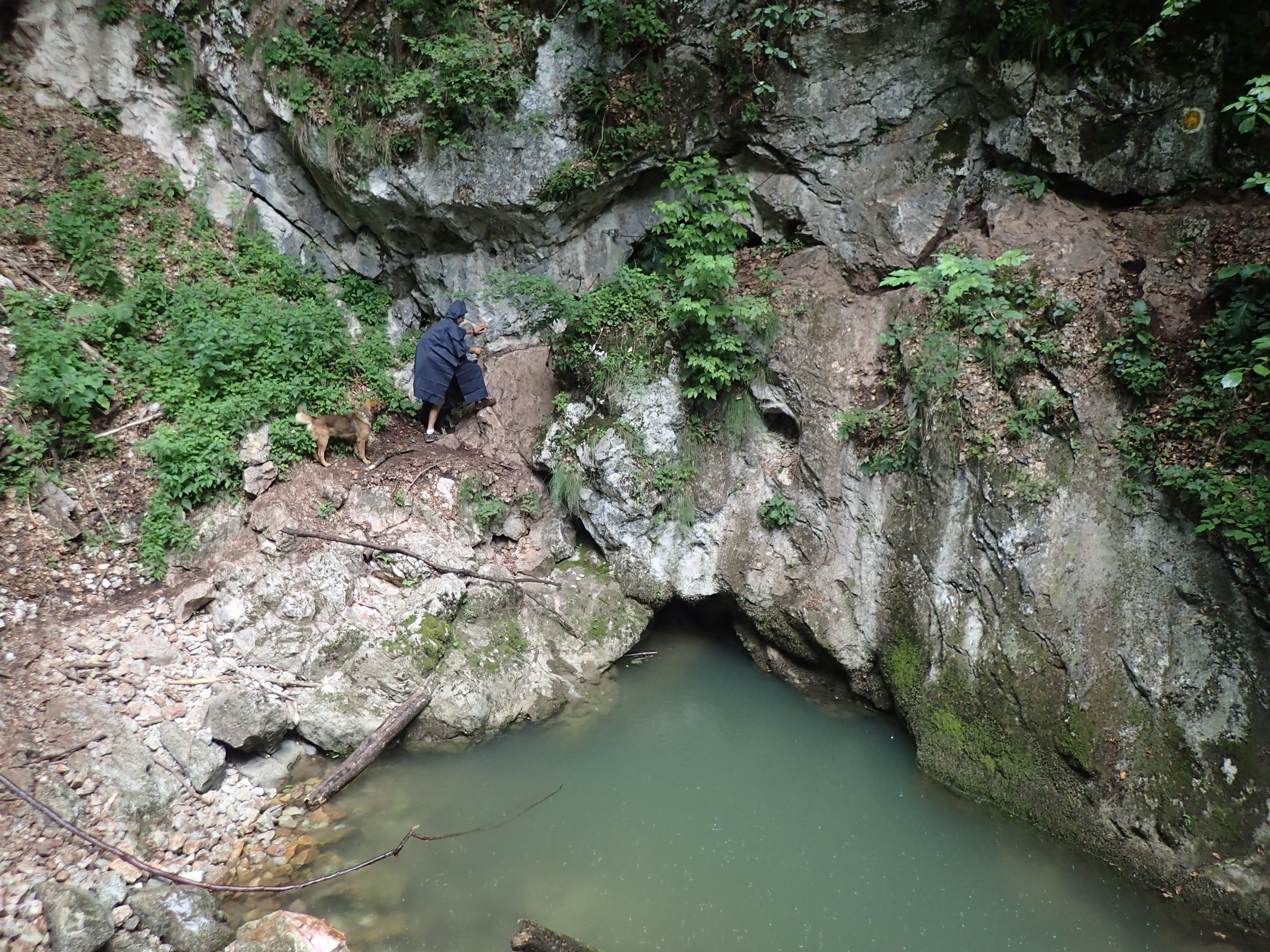
Izbucul Galbenei
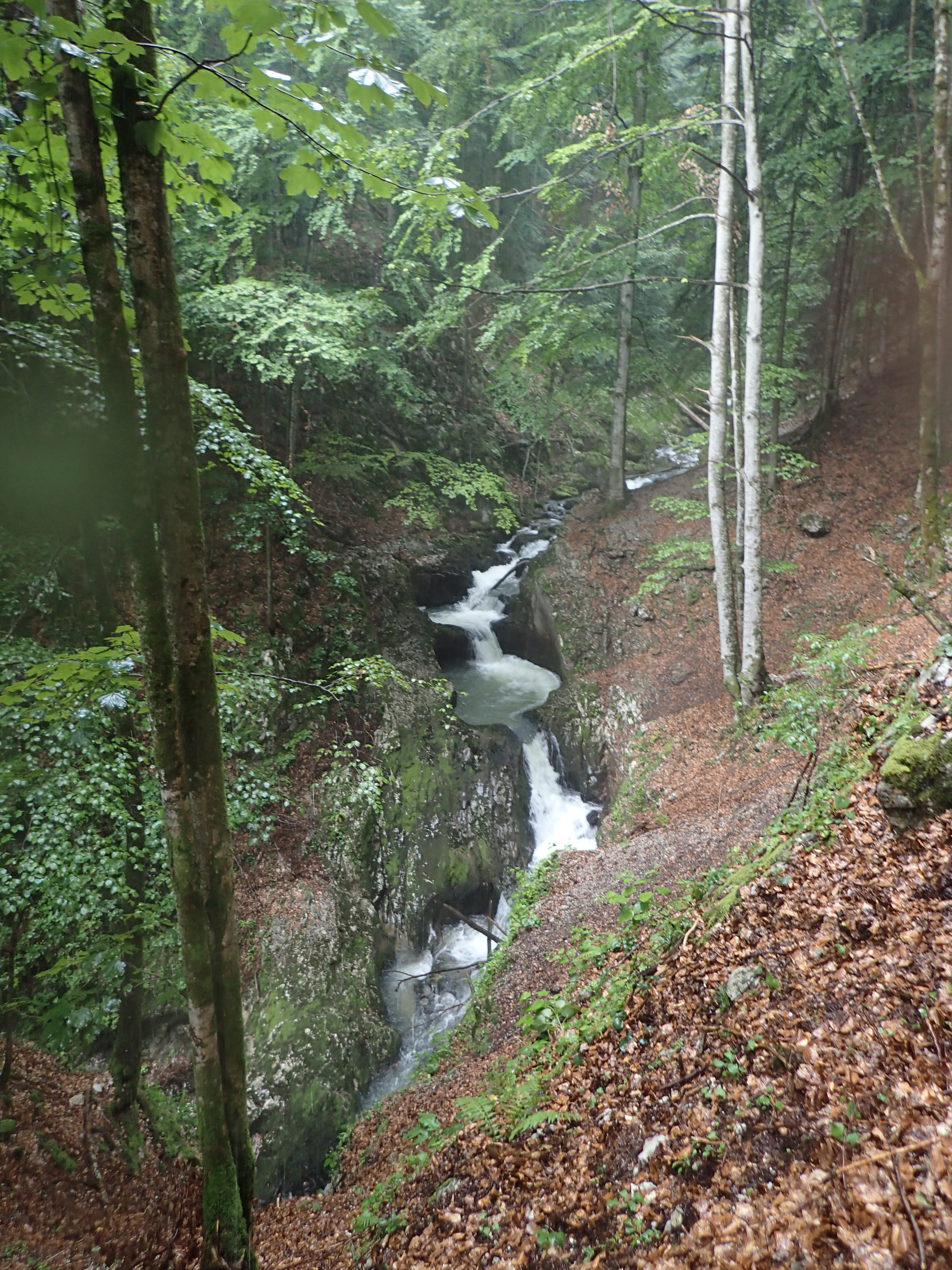
Pârâul Galbena în amonte de Cascada Evantai
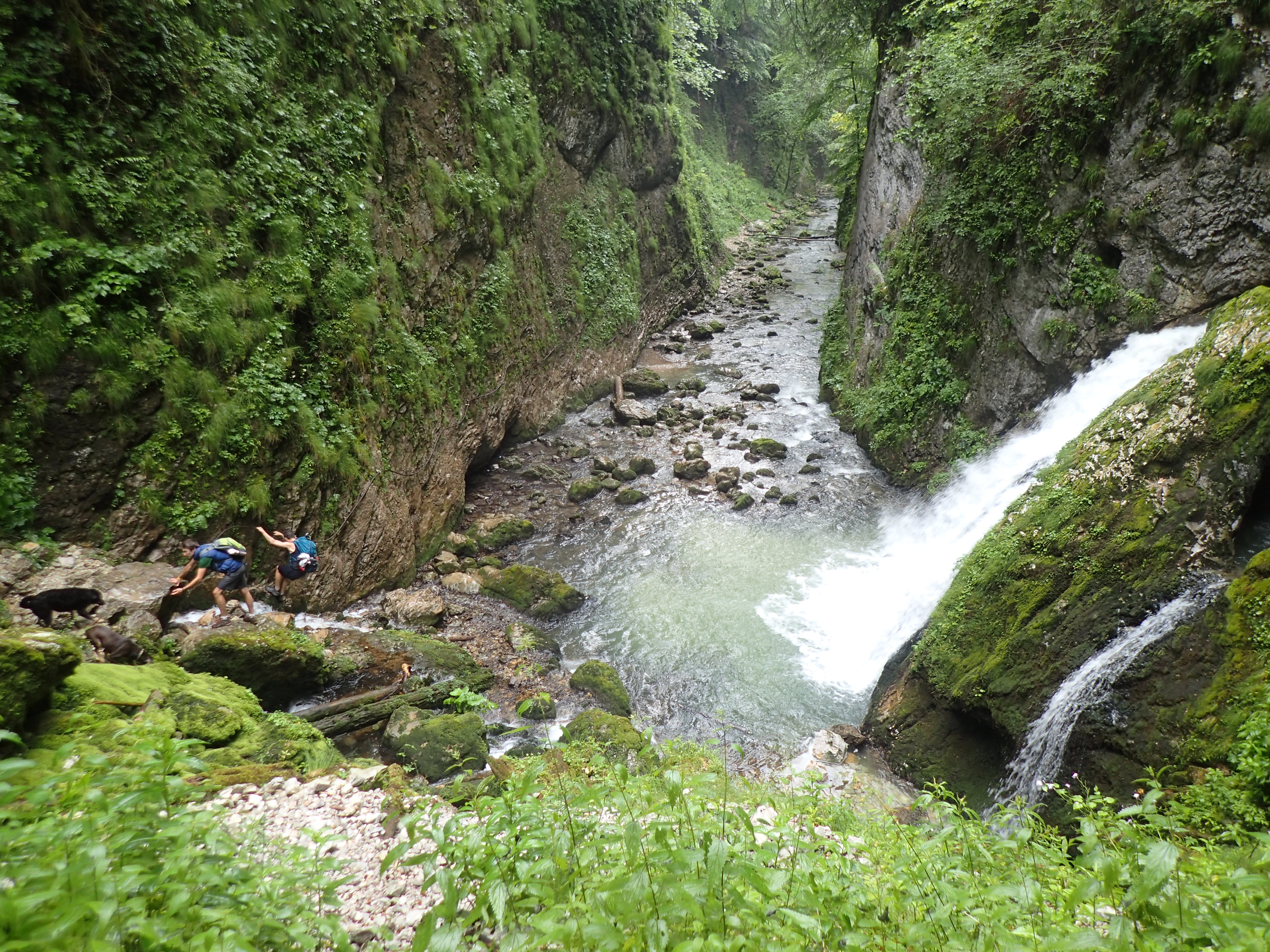
Cascada Evantai și Cheile Galbenei
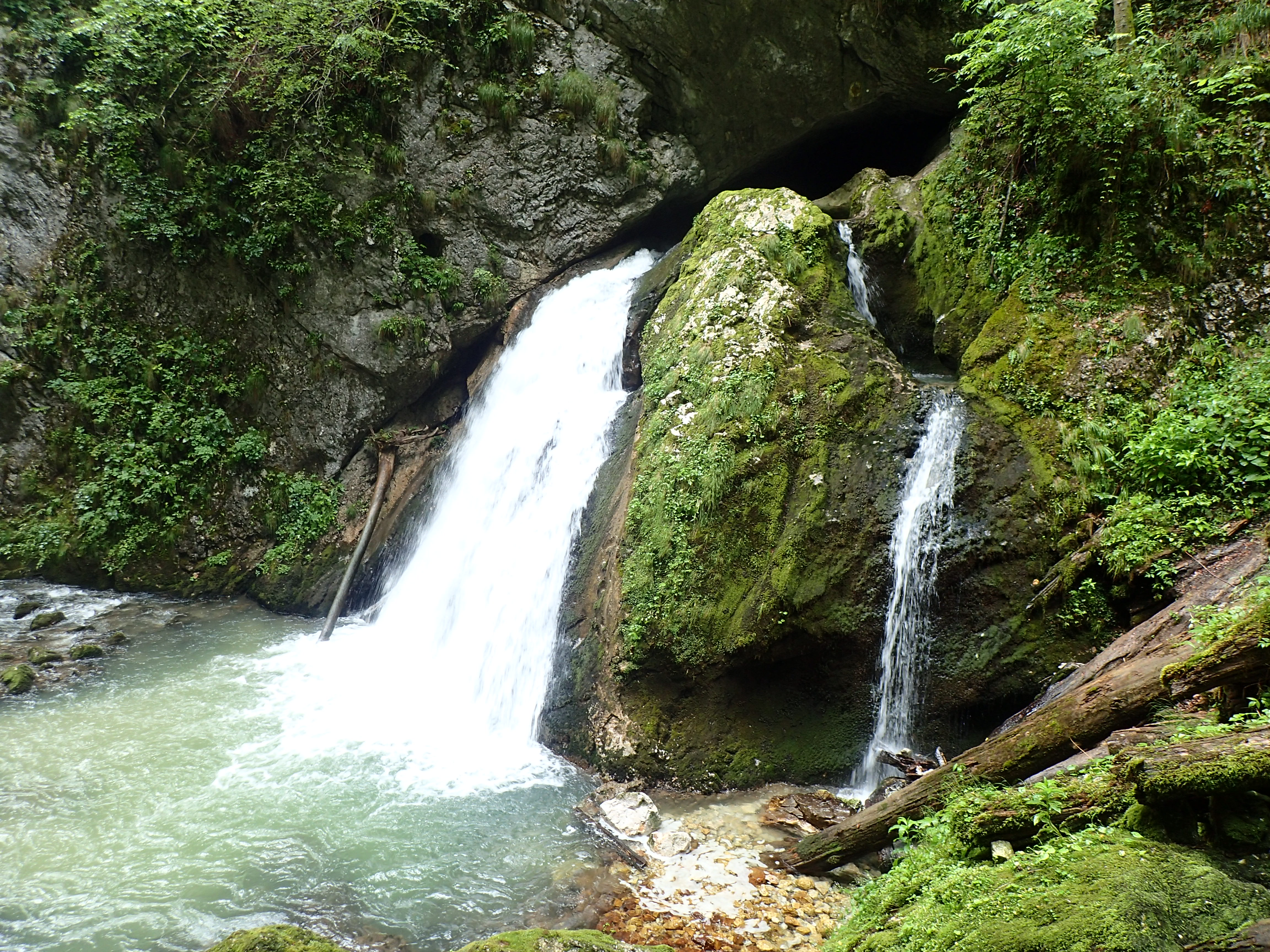
Cascada Evantai